# Molten Gold
Molten Gold ist ein Jazzalbum von Ivo Perelman, Ray Anderson, Joe Morris und Reggie Nicholson. Die wohl 2022 entstandenen Aufnahmen erschienen am 7. Februar 2023 auf Fundacja Słuchaj.

## Hintergrund
Für dieses Album versammelte der Saxophonist Ivo Perelman im Park West Studio von Jim Clouse seine Kollegen, den Posaunisten Ray Anderson, den Bassisten Joe Morris und den Schlagzeuger Reggie Nicholson, für über 80 Minuten spontaner Improvisation, notierte Mike Jurkovic.

## Titelliste
- Ivo Perelman / Ray Anderson / Joe Morris / Reggie Nicholson – Molten Gold (Fundacja Słuchaj! – FSR 03|2023)[2]

CD 1
1. Warming Up 20:00
2. Liquid 20:08

CD 2
1. Aqua Regia 28:33
2. Gravity 20:48

Die Kompositionen stammen von Ivo Perelman, Ray Anderson, Joe Morris und Reggie Nicholson.

## Rezeption

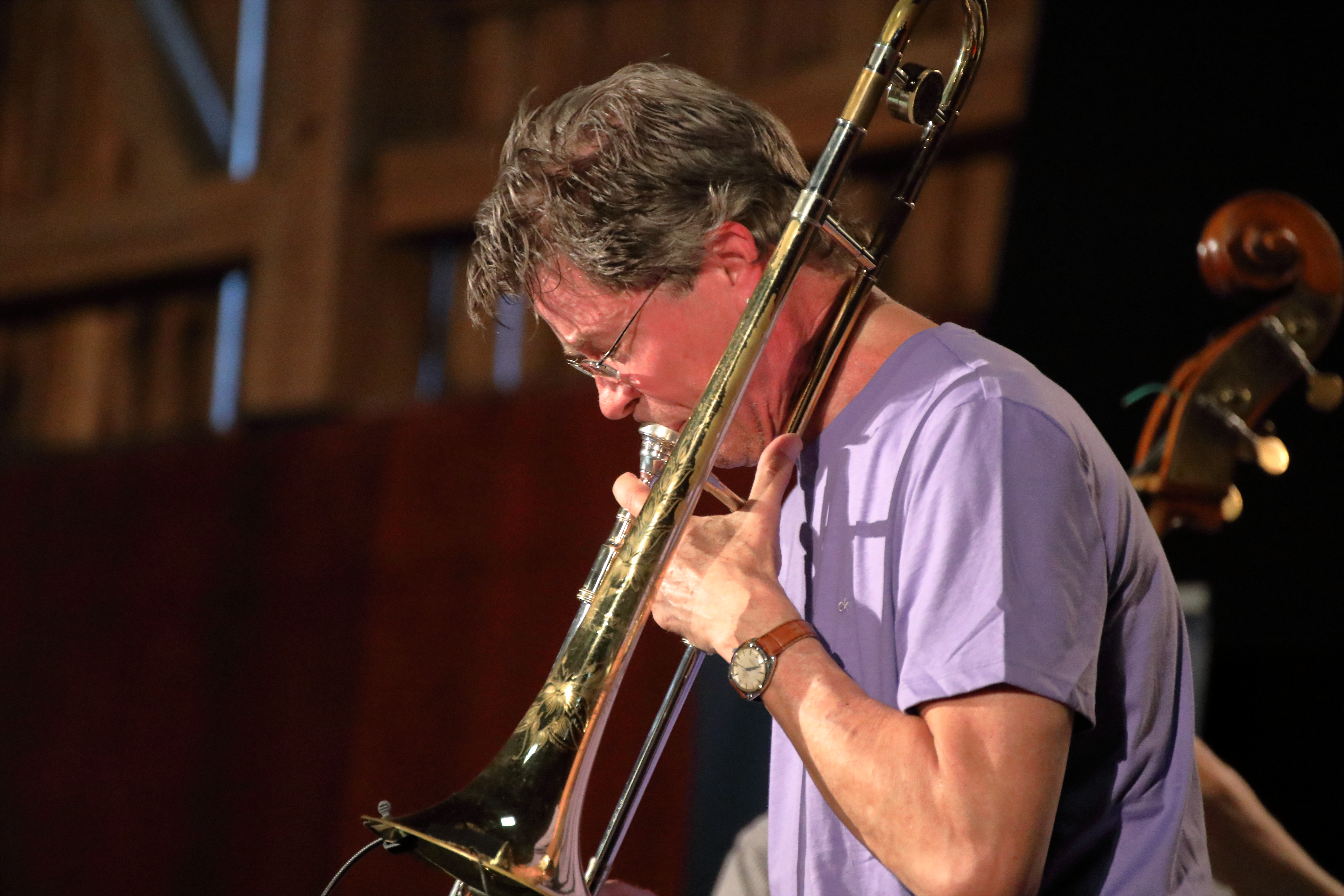
Ray Anderson (2019)

Nach Ansicht von Mike Jurkovic, der das Album in All About Jazz rezensierte, sei „Tour de force“ bei weitem nicht genau genug, um Molten Gold zu beschreiben, wenn man Perelmans lange Erfolgsgeschichte bedenkt, mit der er die Empfindlichkeiten zum Bersten bringe und gleichzeitig „das wilde Biest beruhigt“. Der Saxophonist sei von Natur aus immer bereit, es bei seinen Sessions fliegen zu lassen, und alle vier seiner Bandkollegen würden mit ihm die höheren Dimensionen  erreichen, wie mit dem brodelnden, rubatoartigen, stotternden und exquisiten „Liquid“. Sicherlich sei diese Musik, diese ultimative Zurschaustellung des Selbstausdrucks, nicht jedermanns Sache, aber sie übertreffe auf jeden Fall 95 Prozent dessen, was es sonst an Veröffentlichungen gibt.
Der Saxophonist Ivo Perelman sei ein rastloser Erneuerer, und seine aufgenommenen Werke ebenso einfallsreich wie produktiv, schrieb Hrayr Attarian (All About Jazz). Auf dem mitreißenden Molten Gold erkunde er eine neue Klangtextur, indem er mit dem ebenso eigenwilligen Posaunisten Ray Anderson spielt. Trotz der Besonderheiten des Stils jedes einzelnen Musikers würden die vier Männer eine bemerkenswerte Kameradschaft untereinander zeigen.
„Liquid“ zum Beispiel beginne mit einem kantigen Dialog zwischen Morris‘ spärlichem Pizzicato und Andersons kurzen, ergreifenden Growls, so der Autor. Anderson verleiht der Stimme der Posaune eine fast menschliche Qualität, während Morris seine geschmeidigen Töne mit Elan reagieren lässt. Nahtlos mische sich Perelman mit seinem Tenorsaxophon in das Gespräch ein, während Nicholson donnernde Beats beisteuert. Morris’ Herangehensweise an den Bass sei einzigartig, da er manchmal die Saiten wie ein Gitarrist anschlage, während er manchmal einen melancholischen Dröhnton wie eine Kora ausstoße. Es dürfte nicht überraschen, dass Molten Gold für Perelman ein weiteres Improvisationswerk der Superlative sei. Seine Kollegen würden seine kreative Vision teilen und die Musik noch fesselnder machen. Dies sei ein erhabenes Beispiel künstlerischer Zusammenarbeit, die gleichzeitig individualistisch und synergetisch sei.